# 梁旅珠
梁旅珠（1964年—），臺灣作家，明曜百貨董事長高志嘉的妻子，現任「呈熙文教基金會」暨「明曜親子館」執行長。

## 生平
梁旅珠畢業於北一女、國立臺灣大學外文系，父親經營旅行社，18歲時（1982年）高中畢業在父親安排下與親友前往日本、韓國累積了首次出國旅行經驗。1987年，與柯志恩一同主持臺灣第一個自製旅遊節目《世界真奇妙》，1988年獲得第23屆金鐘獎教育文化節目主持人獎，同年卸下主持棒前往美國賓州大學攻讀藝術研究所。26歲時在長輩介紹下與義美食品董事長高騰蛟的侄子、明曜百貨創辦人高呈熙長子高志嘉結婚。梁旅珠婚後一度淡出螢光幕，在家當全職家庭主婦。由於丈夫熱衷旅行，在陳柔縉的建議下，將旅遊見聞部分集結成冊，出版多本旅遊書成為旅行作家，另也常撰寫旅遊專欄。2009年，梁旅珠為陳柔縉的著作《人人身上都是一個時代》繪製插畫。

## 家庭
梁旅珠有兩位兄長，長兄遠居美國。梁與丈夫高志嘉婚後育有一女一子。

## 出版著作
- 《Kuli好狗命-A Queen’s Dog》（臺北：布克文化，2005年11月17日）
- 《浮世の繪：我和我的那些日本朋友們》（臺北：時報出版，2008年9月25日）
- 《梁旅珠教養書：教出錄取哈佛、史丹佛七大名校女兒的教養祕笈》（臺北：寶瓶文化，2011年8月26日）
- 《我把女兒教進世界名校》（廣西：廣西科學技術出版社，2012年4月）
- 《跟著梁旅珠教出好孩子》（臺北：寶瓶文化，2013年4月12日）
- 《那些旅行中的閃閃時光》（臺北：天下文化，2014年2月26日）
- 《想在愛前面：成功的教養是給有準備的父母》（臺北：寶瓶文化，2014年8月）
- 《教有法 潤無聲：跟着梁旅珠教出好孩子》（北京：新世界出版社，2015年1月）
- 《懂孩子比愛孩子更重要：暢銷書作家梁旅珠教你讀懂孩子》（桂林：灕江出版社，2016年3月）
- 《究極の宿：日本名宿50選》（臺北：天下文化，2016年5月20日）
- 《日本名宿之美：凡心所向，素履以往》（武漢：華中科技大學出版社，2018年10月）
- 《頂級鐵道之旅》（臺北：遠流出版，2020年8月）

## 獎項
| 年份   | 獲提名                       | 獎項                             | 結果 | 参考  |
| 1988年 | 台視《世界真奇妙》，與柯志恩 | 第23屆金鐘獎教育文化節目主持人獎 | 獲獎 | [ 6 ] |

## 外部連結
- 梁旅珠的Facebook專頁
- 梁旅珠的Instagram帳戶
- 那些旅行中的閃閃時光——Rachel's World Voyages／ 梁旅珠の世界旅行